# Бока (Клан Сопрано)
«Бо́ка» (англ. Boca) — девятый эпизод телесериала канала HBO «Клан Сопрано». Сценарий написали Джейсон Кэхилл, Робин Грин и Митчелл Бёрджесс, режиссёром стал Энди Волк, а премьера эпизода состоялась 7 марта 1999 года.

## В ролях
- Джеймс Гандольфини — Тони Сопрано
- Лоррейн Бракко — д-р Дженнифер Мелфи
- Эди Фалко — Кармела Сопрано
- Майкл Империоли — Кристофер Молтисанти
- Доминик Кьянезе — Коррадо Сопрано-мл.
- Винсент Пасторе — Пусси Бонпенсьеро *
- Стивен Ван Зандт — Сильвио Данте
- Тони Сирико — Поли Галтьери
- Роберт Айлер — Энтони Сопрано-мл.
- Джейми-Линн Сиглер — Медоу Сопрано
- и Нэнси Маршан — Ливия Сопрано

* = указан только

### Приглашённые звёзды
- Джон Вентимилья — Арти Букко
- Джон Хёрд — Вин Маказян
- Кэтрин Нардуччи — Шармейн Букко

#### Также приглашены
- Эл Сапиенса — Майки Палмичи
- Робин Питерсон — Бобби Санфиллипо
- Кевин О'Рурк — тренер Дон Хаузер
- Тони Дэрроу — Ларри Бой Барезе
- Джо Бадалукко-мл. — Джимми Алтьери
- Ричард Портноу — адвокат Мелвойн
- Кара Джеделл — Элли Вандермид
- Кэндис Бэйли — Дина Хаузер
- Жаклин Тон — Хизер Данте
- Донна Мари Рекко — Биби
- Нелл Балабан — администратор
- Мойзес Белизарио — человек из ФБР
- Мэри Эллен Крэйвенс — Тейлор
- Эллейн дель Валле — официантка
- Стив "Инки" Фергюсон — Молдонадо
- Брайан Гузман — доставщик
- Патрик Хастед — официант
- Марисса Джеделл — Беки
- Джойс Линн О'Коннор — Шелли Хаузер
- Анника Пергамент — репортёр
- Джон Накко — поставщик
- Билл Уинклер — футбольный арбитр

## Сюжет
Футбольный тренер Медоу, Дон Хаузер, стал любим среди отцов девочек в его команде, включая Тони Сопрано, Арти Букко и Сильвио Данте, из-за успеха, который он производит на игровом поле. Три отца приглашают Хаузера в Бада Бинг, чтобы выпить после победы. Вскоре, однако, газета сообщает, что Хаузер уходит из колледжа в Университет Род-Айленда, и криминальные отцы начинают запугивать его, чтобы он остался. Поли Галтьери доставляет 50-дюймовый телевизор в дом тренера и настаивает на том, чтобы он взял его. Кристофер Молтисанти возвращает «пропавшую собаку» тренера после того, как, видимо, он украл её сам.
Также царит беспокойство среди девочек команды. Раскрывается, что у тренера постоянная сексуальная связь с одним из игроков, Элли Вандермид, которая является близким другом Медоу и звездой команды. Вскоре после объявления о том, что тренер заходит дальше, Элли пытается покончить с собой, перерезав себе вены, в то время как её товарищи по команде тусуются в парке. Когда Тони и Кармела узнают о попытке самоубийства, Медоу сообщает им о неподобающих отношениях между тренером и игроком. Медоу говорит своей матери, что Элли влюблена в тренера, но он не бросит свою жену.
Тем временем, Джуниор Сопрано приезжает в Бока-Ратон на неделю с Бобби, которая работает в офисе союза, который он контролирует. Мы узнаём, что Бобби ценит мастерство Джуниора при выполнении куннилингуса, но Джуниор не любит обсуждать это, так как он чувствует, что это навредит его мужской репутации в преступной семье ДиМео. Он просит её не говорить об этой части их отношений кому-либо. Бобби сделала ошибку в обсуждении её сексуальной жизни в парикмахерском и маникюрном салоне, но потом говорит её парикмахеру, что с этого момента они должны об этом помалкивать. Её подруга, однако, уже судачила об особом таланте Джуниора другим. Эти замечания были услышаны связным Кармелы Сопрано, и история доходит до Тони. Когда Джуниор высмеивает Тони во время игры в гольф, Тони отвечает завуалированной шуткой про куннилингус, направленной на Джуниора. В свою очередь, Джуниор реагирует на это ссылкой на терапию Тони. Позже, злой Джуниор врывается в офис Бобби. Он настолько разъярён, что Бобби умоляет его не бить её. Вместо этого, он ударяет её лимонным пирогом в лицо и уходит, информируя прослезившуюся Бобби, что их отношения закончены, и что она уволена.
После того, как Тони узнаёт о романе тренера с его студенткой, он хочет наказать подлеца. После визита к доктору Мелфи, которая спрашивает его, почему он хотел бы взять на себя бремя исправления ошибок в обществе, и выслушав прошение Арти о юридической справедливости, Тони отменяет нападение, и тренера арестовывает полиция. После этого, Тони прибывает домой после ночной пьянки, опьянев от Прозака, и признаётся Кармеле (а также подслушивающей Медоу): «Я его и пальцем не тронул.»

## Впервые появляется
- Гарольд Мелвойн: адвокат Коррадо «Джуниора» Сопрано.

## Название
- Джуниор отправляется в путешествие в Бока-Ратон, Флориду, каждый год со своей девушкой Бобби Санфиллипо.
- Слова «boca» на испанском и «bocca» на итальянском значат «рот». Это может быть отсылкой к Джуниору, который тайно делает кунилингус подружке, которая играет большую роль в эпизоде, или может означать  многочисленные случаи  сплетнен в эпизоде.

## Производство
- Этот эпизод неверно сообщает, что местонахождение Университета Род-Айленда (URI), заявляя, что он в Провиденсе, когда, фактически, он находится Кингстоне, на другом конце штата.
- Актёр Стивен Ван Зандт носил свою собственную шляпу для гольфа в сцене, в которой Сильвио играет в гольф.[2]
- Футбольная команда для девочек средней школы Роксбери (Суккасунна, Нью-Джерси) играла массовку для противоположной команды и членов команды Медоу. Команда использовала эту возможность, как сбор средств.

## Другие культурные и исторические отсылки
- Джуниор упоминает «братьев Эскобедо» Майки Палмису, когда он объясняет, как это возможно для психиатра свидетельствовать против пациента. Это ссылка на братьев Мемендесов в Беверли-Хиллз, которые убили своих родителей и были позже сданы полиции их психологом, Л. Джеромом Озиэлом.
- Джуниор, ударяя Бобби пирожком в лицо, когда они расстаются — дань уважения фильму «Враг общества», где главный герой делает то же самое со своей подружкой с разрезанным пополам грейпфрутом, когда он говорит, что уходит от неё. Дэвид Чейз сказал, что этот фильм сильно повлиял на него.[3]

## Музыка
- Когда Джуниор танцует со своей девушкой в Боке, играет испанская песня «Frente a Frente» Росио Дуркаль. Эта песня также играет, когда Коррадо Сопрано расстаётся с ней.
- В ранней сцене, Медоу и её подруга смотрят видео Morphine «Buena», и песня играет в конце эпизода и во время финальных титров.
- Когда тренер Хаузер заходит в Бада Бинг с Сильвио Данте, играет песня «Can’t You Feel the Fire» из альбома Стивена Ван Зандта «Freedom — No Compromise».
- Песня, играющая, когда Шармейн противостоит Арти в подвале по поводу попытки Тони подкупить тренера Хаузера — «Little Joe» The Spaniels.
- Песня, которую поёт Тони, когда он насмехается над Джуниором во время игры в гольф — «South of the Border (Down Mexico Way».
- Песня, играющая в Бада Бинге, когда Тони обсуждает, убивать ли тренера Хаузера — «A-Hoy» B-Tribe.
- Песня, играющая, когда Тони возвращается домой пьяным и поёт про себя — «There Was a Time».
- Когда Тони раздумывает, что делать с тренером Хаузером в его кабинете, песня на заднем плане — «Woke Up This Morning (Urban Takeover Mix)» группы Alabama 3, которая также исполняет Chosen One Mix песни во время начальных титров.